# Ducado de Schleswig
El ducado de Schleswig (en danés: Hertugdømmet Slesvig; en alemán: Herzogtum Schleswig; en bajo alemán: Hartogdom Sleswig; en frisón septentrional: Härtochduum Slaswik) fue un ducado ubicado en la región homónima ubicada en el sur de la peninsula de Jutlandia (Sønderjylland) al sur de la frontera actual entre Alemania y Dinamarca. El territorio fue un feudo tanto del Sacro Imperio como Dinamarca.

## Región de Schleswig
Schleswig o Jutlandia del Sur (en danés: Sønderjylland o Slesvig; en alemán: Schleswig; en bajo alemán: Sleswig; en frisón septentrional: Slaswik o Sleesweg) es una región histórica noreuropea que se extiende unos 60 km al norte y 70 km al sur de la frontera entre Alemania y Dinamarca, en plena península de Jutlandia. Es conocida arcaicamente tanto en inglés como en español áurico como Sleswick.
La región corresponde al antiguo territorio del ducado de Schleswig, un importante entidad danesa de casi siete siglos de existencia. Hacia finales del siglo XIX, el territorio pasó a formar parte de Prusia y, a principios del siglo XX, fue dividido entre Alemania (Schleswig Meridional, la región más septentrional del país que junto con Holstein forma el estado de Schleswig-Holstein), y Schleswig Septentrional, la región peninsular más sureña de la actual Dinamarca (actualmente el distrito danés de Jutlandia Meridional).
La importancia estratégica tradicional de la región reside en la transferencia de bienes entre el mar del Norte y el mar Báltico, que conecta la ruta comercial con Rusia a través de las rutas comerciales a lo largo del Rin y la costa atlántica, aunque en la actualidad se utiliza el canal de Kiel.

## Historia

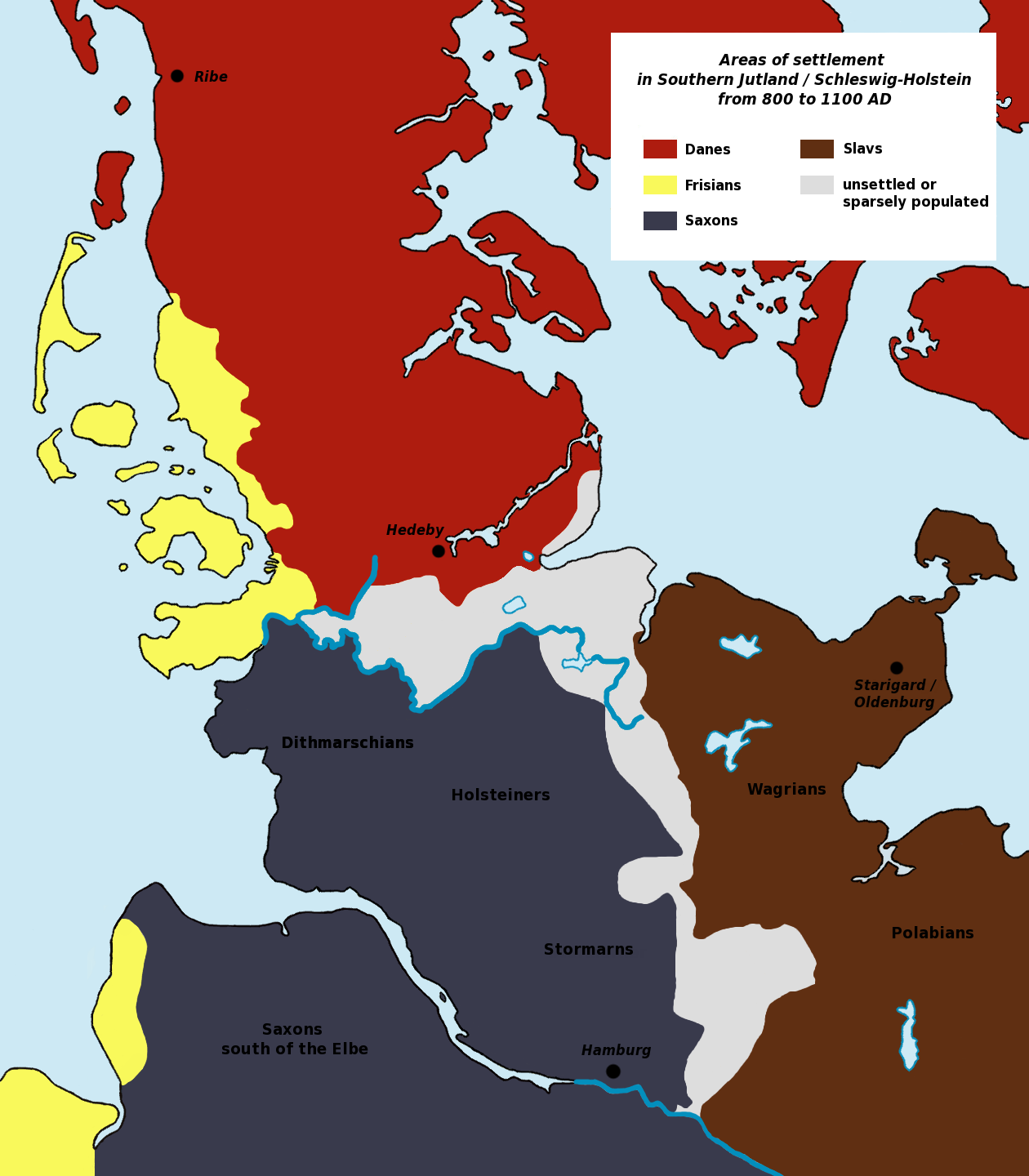
Las áreas de asentamientos históricos en Schleswig/Jutlandia del Sur.

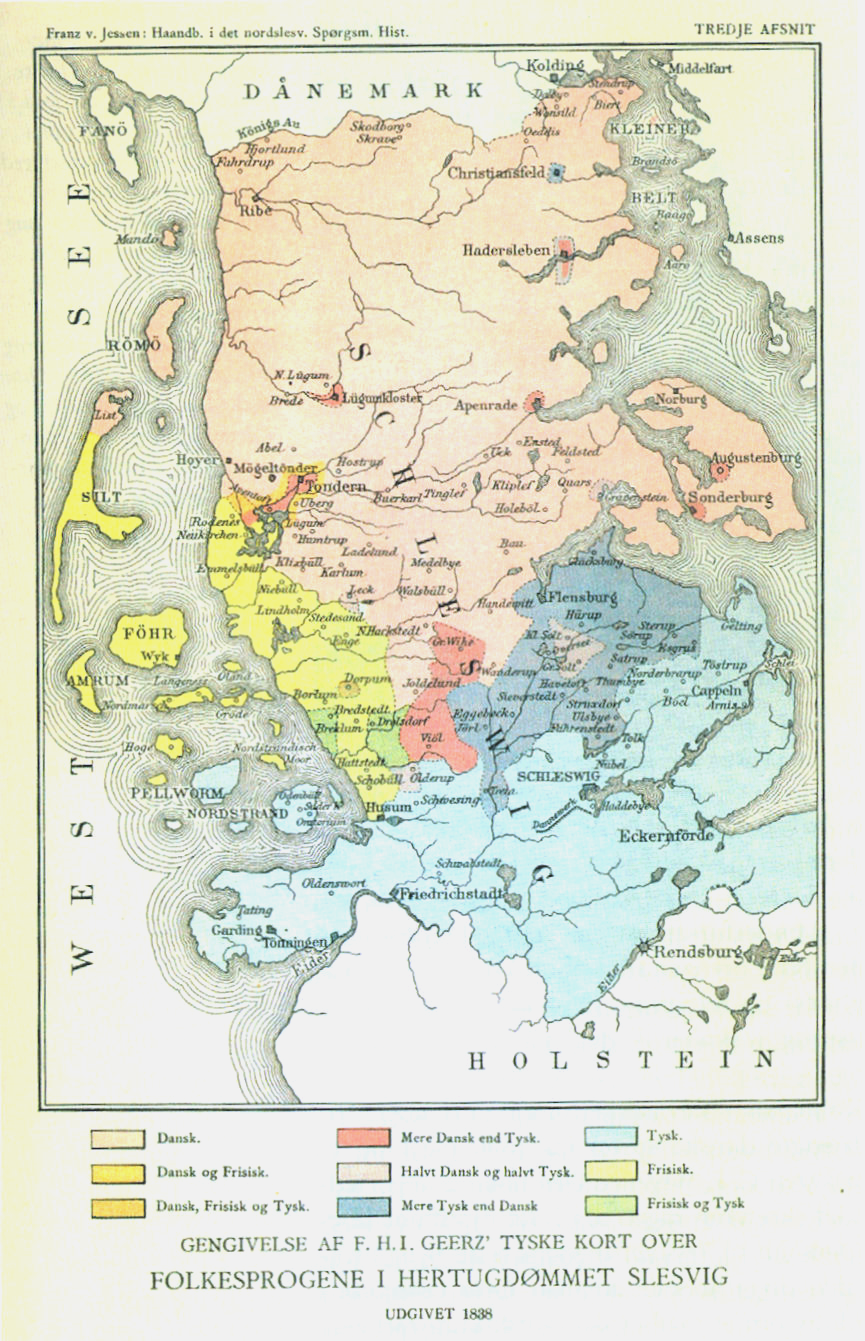
Sustitución lingüística en el en Schleswig Meridional.

### Época antigua y Edad Media
Según fuentes romanas, se asentaron en el lugar la tribu de los jutos (de donde le viene el nombre a Jutlandia) al norte del río Eider y la de los anglos hacia el sur (en Holstein, que a su vez colindaba con los sajones). A principios de la Edad Media, la región estaba habitada por tres grupos:
- los daneses (concretamente jutos), que vivían al norte del Danevirke y la bahía de Eckernförde;
- los frisones del norte, que vivían en la mayor parte de la Frisia septentrional, incluidas las islas Frisias septentrionales;
- y los sajones (incluidos los germanizados wagrianos y wendos), que vivían en el área al sur de los daneses y de los frisones.

Durante el siglo XIV, la población de Schwansen comenzó a hablar bajo alemán al lado del danés, pero las fronteras étnicas se mantuvieron notablemente estables hasta alrededor de 1800, con la excepción de la población en las ciudades que se hizo cada vez más germana desde el siglo XIV en adelante.
Jutos, anglos y algunos sajones pasaron a Inglaterra donde fundaron varios reinos (el de los jutos, el reino de Kent).
Durante la temprana época vikinga, se formaron un número de pequeños reinos en los siglos VIII al X. Haithabu —el mayor centro de comercio de Escandinavia— se encontraba en esta región, que era también la ubicación de las fortificaciones entrelazadas conocidas como Danewerk. Su construcción, y en particular su gran expansión alrededor de 737, se ha interpretado como una indicación del surgimiento de un estado danés unificado. En mayo de 1931, los científicos del Museo Nacional de Dinamarca anunciaron el hallazgo de unas fosas con dieciocho tumbas de vikingos con otros tantos cadáveres en ellas. El descubrimiento se produjo durante las excavaciones en Schleswig. Los esqueletos de los hombres mostraban que eran de mayor talla que los hombres del siglo XX danés. Cada una de las tumbas fue excavada con una orientación este-oeste y se supone que los cuerpos fueron enterrados en ataúdes de madera, aunque solo los clavos de hierro habían resistido al paso del tiempo.
Hacia el final de la Alta Edad Media, Schleswig formó parte de las históricas Tierras de Dinamarca cuando Dinamarca se unificó a partir de una serie de pequeños fuedos en los siglos VIII al X (los pujantes de las incursiones vikingas).
Tras vencer a los sajones, Carlomagno llegó hasta el sur de Schleswig y firmó el tratado de Heiligen en el 811 con el rey danés Hemming, por el cual la frontera entre ambos se establecía en el río Eider. Durante el siglo X, se convirtió en motivo de disputa entre Francia Oriental y Dinamarca y se libraron varias guerras por su posesión. En el 974, Otón II, emperador del Sacro Imperio, concluyó una campaña exitosa por la construcción de una fortaleza, que fue arrasada por Sweyn Forkbeard en el 983. En el 1027, el emperador Conrado II y el rey Canuto el Grande restablecieron de nuevo la frontera del Eider. En 1115, el rey Nicolás I de Dinamarca creó para su sobrino Canuto Lavard —un hijo de su predecesor Erico I de Dinamarca— el título de jarl de Schleswig. Poco tiempo después el destinatario del feudo comenzó a llamarse ya Duque de Schleswig.

Schleswig, dividida por la frontera (línea morada), en la península de Jutlandia.

La población de Schleswig consistía en daneses al norte del Danevirke y del Schlei y en la península de Schwansen, frisones del norte en la costa del sudoeste y sajones al sur. Durante el siglo XIV la población de Schwansen comenzó a hablar alemán, pero los límites étnicos hasta alrededor de 1800 con la excepción de las ciudades que desde el siglo XIV se fueron germanizando.
Hacia 1230, las tierras del jarl de Jutlandia Meridional (Jarltum Süderjütland) fueron otorgadas como infantazgo a Abel Valdemarsen, nieto de Canuto e hijo menor del rey Valdemar II de Dinamarca. Abel, tras arrebatarle el trono danés por un breve período, dejó su ducado a sus hijos y a sus sucesores, quienes presionaron para reclamar el trono de Dinamarca durante gran parte del siguiente siglo, de modo que los reyes daneses estaban en desacuerdo con sus primos, los duques de Slesvig. Feudos y alianzas maritales llevaron a que los descendientes de Abel (la dinastía Schauenburg) estableciese una estrecha conexión con el ducado alemán de Holstein en el siglo XV. Este último era un feudo subordinado del Sacro Imperio Romano Germánico, mientras que Schleswig seguía siendo un feudo danés. Al final de la guerra entre la Liga Hanseática y la Unión de Kalmar, una vencida Dinamarca cedió a Schleswig a los condes de Holstein (de la rama de Holstein-Rendsburg, principal línea de la casa de Schauenburg en esa época). Los miembros de esta familia pasarían a ser duques de Schleswig en las próximas décadas (siendo el primero de ellos Adolfo VIII). Luego, Dinamarca recuperaría el feudo, esta vez con oposición de emperador del Sacro Imperio (quien antes había apoyado a los daneses en su disputa con los Holstein). Estas lealtades duales se convertirían en la raíz principal de la disputa entre los estados alemanes y Dinamarca en el siglo XIX, cuando las ideas del nacionalismo romántico y el estado nación ganaron el apoyo popular.

### Tiempos modernos
El título de duque de Schleswig fue heredado en 1460 por los hereditarios reyes de Noruega, que también eran elegidos con regularidad como reyes de Dinamarca simultáneamente, y por sus hijos (a diferencia de Dinamarca, que no era hereditaria). Esto era una anomalía: un rey con un título ducal, del que él como rey era la fuente y su señor feudal. El título y la anomalía sobrevivieron presumiblemente porque ya estaba co-regiamente retenido por los hijos del rey. Entre 1544 y 1713-1720 el reinado ducal se había convertido en un condominio, con el Ducado de Oldemburgo y su rama cadete, la casa de Holstein-Gottorp, ostentando conjuntamente la participación. Una tercera rama en el condominio, la efímera casa de Haderslev, ya se había extinguido en 1580 en la época de Juan de Schleswig-Holstein.
Después de la Reforma protestante cuando el latín fue reemplazado como lengua de los servicios de la iglesia por las lenguas vernáculas, la diócesis de Schleswig se dividió y se creó un archidiaconato autónomo de Haderslev. En la costa oeste, la danesa diócesis de Ribe se detuvo a unos 5 km al norte de la frontera actual. Esto creó una nueva línea divisoria cultural en el ducado porque el alemán se utilizaba para los servicios de la iglesia y la enseñanza en la diócesis de Schleswig y el danés se usaba en la diócesis de Ribe y el archidiaconato de Haderslev. Esta línea corresponde notablemente bien con la frontera actual.
En el siglo XVII, una serie de guerras entre Dinamarca y Suecia —que Dinamarca perdió— devastaron la región económicamente. Sin embargo, la nobleza respondió con un nuevo sistema agrícola que restableció la prosperidad. En el período comprendido entre 1600 y 1800, la región experimentó el crecimiento del manorialismo del tipo común en las regiones productoras de centeno del este de Alemania. Los señoríos eran grandes propiedades con el trabajo hecho por granjeros campesinos feudales. Se especializaron en productos lácteos de alta calidad. El señorío feudal se combinó con la modernización técnica, y la distinción entre trabajo no remunerado y trabajo remunerado era a menudo vaga. El sistema feudal fue gradualmente abolido a fines del siglo XVIII, comenzando con las tierras de la Corona danesa en 1765 y más tarde con las propiedades de la nobleza. En 1805 se abolió toda la servidumbre y las reformas de la tenencia de la tierra permitieron que los antiguos campesinos fueran propietarios de sus propias granjas.

## SigloXIXy el auge del nacionalismo
Desde alrededor de 1800 hasta 1840, la población de habla danesa de la península de Angeln entre Schleswig y Flensburg comenzó a cambiar a hablar bajo alemán y en el mismo período muchos frisones del norte también cambiaron a bajo alemán. Este cambio lingüístico creó una nueva línea divisoria de facto entre hablantes alemanes y daneses al norte de Tønder y al sur de Flensburg.
A partir de 1830, grandes segmentos de la población comenzaron a identificarse con la nacionalidad alemana o con la danesa y se movilizaron políticamente. En Dinamarca, el Partido Liberal Nacional usó la Pregunta de Schleswig como parte de su campaña de agitación y exigió que el ducado fuese incorporado en el reino danés bajo el lema «Dinamarca hasta el Eider». Esto provocó un conflicto entre Dinamarca y los estados alemanes que, basándose en la indivisible unión de Schleswig y Holstein, proclamaban ambos ducados como alemanes y que condujo a la Cuestión de Schleswig-Holstein del siglo XIX. Cuando los liberales nacionales llegaron al poder en Dinamarca, en 1848, eso provocó un levantamiento de los alemanes étnicos que apoyaban los lazos de Schleswig con Holstein. Esto condujo a la Primera Guerra de Schleswig. Dinamarca salió victoriosa y las tropas prusianas recibieron la orden de retirarse de Schleswig y de Holstein tras el Protocolo de Londres de 1852, por intervención de las potencias europeas.
Dinamarca intentó de nuevo integrar Schleswig, creando una nueva constitución común (la llamada Constitución de noviembre) para Dinamarca y Schleswig en 1863, pero la Confederación Alemana, liderada por Prusia y Austria, derrotó a los daneses en la Segunda Guerra de Schleswig al año siguiente. Prusia y Austria asumieron la administración de Schleswig y de Holstein respectivamente bajo la Convención de Gastein del 14 de agosto de 1865. Sin embargo, las tensiones entre las dos potencias culminaron en la guerra austro-prusiana de 1866. En la Paz de Praga, los prusianos victoriosos se anexionaron tanto de Schleswig como de Holstein, creando la provincia de Schleswig-Holstein. La previsión de la cesión del norte de Schleswig a Dinamarca se hizo pendiente de una votación popular a favor de esto. En 1878, sin embargo, Austria se volvió atrás de esa disposición, y Dinamarca, en un Tratado de 1907, con Alemania, reconoció que, por el acuerdo entre Austria y Prusia, la frontera entre Prusia y Dinamarca finalmente se había establecido.

### Desde 1900

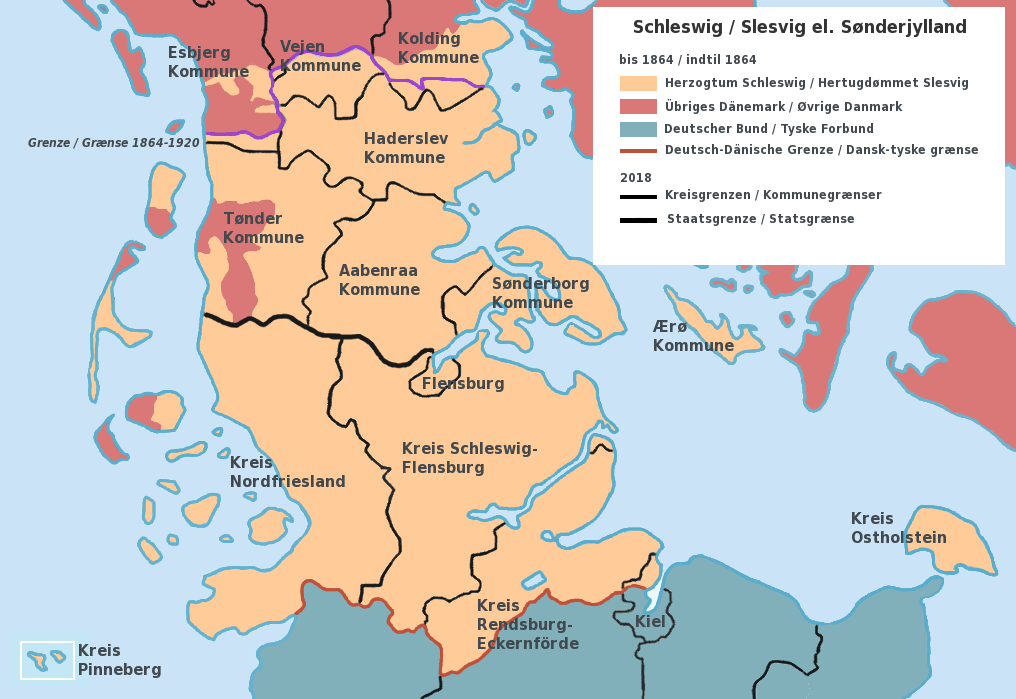
Schleswig/Slesvig con las actuales fronteras administrativas

El Tratado de Versalles estipuló que se celebrasen plebiscitos para determinar la propiedad de la región. En consecuencia, dos referéndums se realizaron en 1920, que condujeron a la partición de la región. Schleswig del Norte votó por una mayoría del 75% unirse a Dinamarca, mientras que Schleswig Central votó por una mayoría del 80% seguir siendo parte de Alemania. En el sur de Schleswig, no se realizó ningún referéndum, ya que el resultado probable era evidente. El nombre Schleswig Meridional se usa ahora para todos los Schleswig alemanes. Esta decisión dejó minorías sustanciales a ambos lados de la nueva frontera.
Después de la Segunda Guerra Mundial, una parte sustancial de la población alemana en Schleswig Meridional cambió su nacionalidad y se declararon como daneses. Este cambio fue causado por una serie de factores, sobre todo la derrota alemana y la afluencia de un gran número de refugiados desde el este de Alemania, cuya cultura y apariencia difería de los alemanes locales, que eran en su mayoría descendientes de familias danesas que habían cambiado su nacionalidad. en el siglo XIX. El cambio creó una mayoría danesa temporal en la región y una demanda para un nuevo referéndum de la población danesa en Schleswig Meridional y de algunos políticos daneses, incluido el primer ministro Knud Kristensen. Sin embargo, la mayoría en el parlamento danés se negó a apoyar un referéndum en Schleswig Meridional, temiendo que los "nuevos daneses" no fueran genuinos en su cambio de nacionalidad. Esto resultó ser el caso y, a partir de 1948, la población danesa comenzó a reducirse nuevamente. A principios de la década de 1950, sin embargo, se había estabilizado en un nivel cuatro veces superior al número anterior a la guerra.
En las Declaraciones de Copenhague y Bonn de 1955, Alemania Occidental y Dinamarca se comprometieron a mantener los derechos de sus poblaciones minoritarias. Hoy en día, ambas partes (Alemania ya como un todo) cooperan como una Eurorregión a pesar de la frontera nacional que divide el antiguo ducado. Dado que Dinamarca y Alemania son parte del «área Schengen», no hay controles fronterizos.